# Pumi

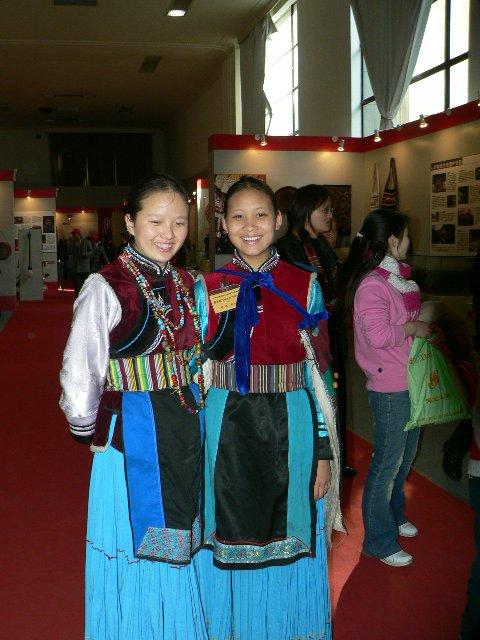
Jóvenes pumi.

Los pumi (chino: 普米族; pinyin: Pǔmǐ zú) son uno de los 56 grupos étnicos reconocidos oficialmente por el gobierno de la República Popular China. Su población aproximada es de 34.000 personas que habitan principalmente en la provincia de Yunnan. Otros grupos se encuentran en la provincia de Sichuan. Étnicamente están relacionados con los qiang.

## Idioma
El idioma pumi pertenece al grupo de las lenguas tibetano-birmanas de la familia de lenguas sino-tibetanas. Antiguamente, los pumi utilizaban los caracteres tibetanos, sobre todo para asuntos religiosos. Sin embargo, esta costumbre cayó rápidamente en desuso. En la actualidad, los pumi utilizan los caracteres chinos y latinos en sus escrituras.

## Historia
Los pumi son el grupo étnico chino con un proceso migratorio más notable. En un origen, eran nómadas que habitaban en la llanura tibetana de Qinghai. Posteriormente, en el siglo IV a. C. se trasladaron hacia zonas más cálidas cercanas a las montañas Hengduan.
En el siglo VII se trasladaron hacia el norte de Sichuan; en el siglo XIV hacia el noroeste de Yunnan. Un importante número de pumis se instalaron en la zona como granjeros. Los terratenientes locales dominaron la economía de los pumi. Estos terratenientes junto con los jefes naxi se dedicaron también al comercio de esclavos.
Con la Revolución Cultural (1962-76), los terratenientes perdieron su poder y se inició la introducción de hospitales y fábricas en la zona.

## Cultura
Aunque la vestimenta cambia según las zonas, en general las mujeres pumi suelen vestir con chaquetas con botones laterales y faldas largas. Utilizan también cinturones de varios colores. Se protegen del frío con pieles de cabra que colocan sobre sus hombros a modo de chal. 
Los hombres usan chalecos de piel de cabra y pantalones largos, complementados con un sombrero tibetano. Los niños no pueden utilizar este tipo de vestimenta ni participar en la vida social hasta que no alcanzan los trece años. A esa edad pasan un ritual de ablución tras el cual entran a formar parte del mundo adulto.
Aunque la poligamia está permitida, la mayoría de los pumi son monógamos. La edad media para contraer matrimonio se sitúa en los 15 años para las mujeres y los 18 para los hombres. Aunque está práctica está cada vez más en desuso, los matrimonios pumi solían ser arreglados por los padres cuando los futuros contrayentes eran todavía unos niños.

## Religión
Algunos pumi practican la religión zanbala, conocida también como dingba. Zanbala significa literalmente "tierra blanca". Esta religión consiste en la veneración de tres dioses y de los espítus de los ancestros. El hombre de mayor edad es el encargado de presidir los rituales y plegrarias. 
Casi todos los poblados tienen sus propios dioses locales a los que se adora durante las festividades estacionales. En la mayoría de las casas, un fuego central representa un importante papel en las creencias pumi. Los invitados a la casa no lo pueden tocar nunca y el hombre de más de edad de la familia realiza diversos rituales que sirven para representar el respeto hacia los antepasados.
Debido a la influencia ejercida por los tibetanos durante siglos, algunos pumi han adoptado el budismo tibetano como religión.
- Datos: Q877377
- Multimedia: Pumi people / Q877377